# Alexander González Peña
Pour les articles homonymes, voir Alexander González, González et Peña (homonymie).
Alexander González Peña (né le 1er novembre 1979 à Cali) est un coureur cycliste colombien. Spécialiste de la poursuite, il a été médaillé d'or de la poursuite par équipes aux Championnats panaméricains de 2004 avec José Serpa, Carlos Alzate et Rafael Infantino.

## Repères biographiques
En 2006, González fait partie de l'équipe de poursuite, médaillée d'or aux Jeux d'Amérique centrale et des Caraïbes à Carthagène des Indes. 
Il participe à la manche de Cali de la coupe du monde 2008-2009. Il est membre de l'équipe nationale de poursuite qui obtient un podium. Ce résultat est à relativiser. Il n'y avait que trois formations engagées et la sélection colombienne termine troisième à quinze secondes des finalistes. Associée à une 10e place obtenue à Manchester, l'équipe colombienne termine, cependant, au 13e rang de la coupe du monde 2008-2009 de poursuite par équipes.

## Palmarès

### Championnats du monde
- Ballerup 2002
  - 6e de la poursuite par équipes (avec Arles Castro, Leonardo Duque et José Serpa)[4].
  - 14e de la poursuite individuelle[5].

- Stuttgart 2003
  - 9e de la course scratch[6].
  - 10e de l'américaine (avec Leonardo Duque)[7].
  - 13e de la poursuite par équipes (avec Arles Castro, Juan Pablo Forero et José Serpa)[8].

- Melbourne 2004
  - 16e de la poursuite par équipes (avec Carlos Alzate, Arles Castro et José Serpa)[9].
  - abandon lors de la course aux points[10].

### Coupe du monde
- 2003
  - 1er de la poursuite par équipes à Aguascalientes (avec José Serpa, Carlos Alzate, Juan Pablo Forero)

- 2008-2009
  - 3e de la poursuite par équipes à Cali (avec Edwin Ávila, Juan Esteban Arango, Arles Castro)

### Championnats panaméricains
- 2004
  -  Médaillé d'or de la poursuite par équipes (avec José Serpa, Carlos Alzate et Rafael Infantino)

- Mar del Plata 2005
  -  Médaillé de bronze de la poursuite par équipes (avec José Serpa, Carlos Alzate et Carlos Quintero)
  -  Médaillé de bronze de l'américaine (avec José Serpa)

- São Paulo 2006
  - Quatrième de la poursuite par équipes (avec Jairo Pérez, Carlos Alzate et Arles Castro)[11]

### Jeux panaméricains
- Saint-Domingue 2003
  -  Médaillé d'argent de l'américaine (avec Leonardo Duque)
  -  Médaillé de bronze de la poursuite individuelle
  -  Médaillé de bronze de la poursuite par équipes (avec José Serpa, Arles Castro et Juan Pablo Forero)

- Rio de Janeiro 2007
  -  Médaillé d'argent de l'américaine (avec José Serpa)

### Jeux d'Amérique centrale et des Caraïbes
- Carthagène des Indes 2006
  -  Médaillé d'or de la poursuite par équipes (avec José Serpa, Arles Castro et Jairo Pérez)[12].

### Championnats nationaux
- Champion de Colombie de poursuite en 2003

## Palmarès sur route
- 2009
  - 7e étape de la Vuelta a la Independencia Nacional

- 2010
  - Clásico San Antonio de Padua Guayama

- 2011
  - Clásico San Antonio de Padua Guayama